# 푸란다르 조약 (1776년)
푸란다르 조약(영어: Treaty of Purandar)은 1776년 3월 1일에 캘커타에서 체결된 마라타 제국의 페슈와와 영국 동인도 회사 사이의 조약이다. 조약에 의해 영국은 살셋섬을 확보했다.

## 배경
1773년 8월, 마라타 제국의 재상 나라얀 라오가 암살되고 삼촌인  라그나트라오가 재상이 되었다. 그러나 라그나트라오는 암살의 배후라는 혐의를 해명하지 못하고 4월에 폐위되었다. 그는 권리를 되찾을 목표로 영국 동인도 회사와 접촉하였으며, 당시의 벵골 총독이었던 워런 헤이스팅스는 내분을 개입의 기회로 보고, 1775년 3월에 수라트 협약을 체결했다.
살셋섬과 파테인 주변 영토의 할양을 대가로 병력의 지원을 받은 라그나트라오는 제1차 영국-마라타 전쟁을 시작했지만, 5월 18일 아다스의 싸움에서 패배했다.

## 조약 체결
헤이스팅스가 "푸네에는 진격 어렵다."라는 전망을 나타냈으며, 캘커타 의회는 수라트 조약을 비난했다. 헤이스팅스는 존 업턴 중령을 푸네의 재상부에 파견하여 1776년 3월 1일 수라트 조약을 대체하여 푸란다르 협약을 체결했다.
조약의 내용은 라그나트라오는 연금을 받는 대신 재상을 포기하고 전쟁을 종결시키는 것이었다. 또한 영국은 수라트 조약에서 얻은 살셋섬을 그대로 유지했다.

## 그 후
그러나 라그나트라오는 포기하지 않고 프랑스와 조약을 체결했다. 영국은 재빠르게 라그나트라오의 공격 행동에 대응하여 전쟁은 계속되었다. 이에 따라 협약의 전쟁 해지 조항은 무효화되었지만, 라그나트라오에 연금 및 영국에 살렛 섬 이양은 1782년 살바이 조약에서 재확인되었다.

## 참고 문헌
- Treaty-of-Purandhar - 브리태니커 백과사전 (다음백과 미러)
- 고타니 히로유키 (2007년), 《세계역사대계 남아시아사 2 - 중세·근세 -》, 야마카와 출판사
- 비판 찬드라 (2001년), 《근대 인도의 역사》, 번역 栗原利江, 야마카와 출판사
- Sugden, John. Nelson: A Dream of Glory, 1758-1797. Henry Holt and Company: 2005. ISBN 0-8050-7757-X
- The Great Maratha - Mahadji Scindia by N.G.Rathod. Retrieved July 23, 2013.